# Галіакберовська сільська рада
Галіакбе́ровська сільська рада (башк. Ғәлиәкбәр ауыл советы, рос. Галиакберовский сельский совет) — муніципальне утворення у складі Бурзянського району Башкортостану, Росія. Адміністративний центр — присілок Галіакберово.

## Населення
Населення — 504 особи (2019, 539 в 2010, 521 в 2002).

## Склад
До складу поселення входять такі населені пункти:
| Населений пункт         | Населення, осіб (2002) | Населення, осіб (2010) |
| ----------------------- | ---------------------- | ---------------------- |
| Галіакберово, присілок  | 470                    | 483                    |
| Верхній Нугуш, присілок | 51                     | 56                     |